# Baia di Suda

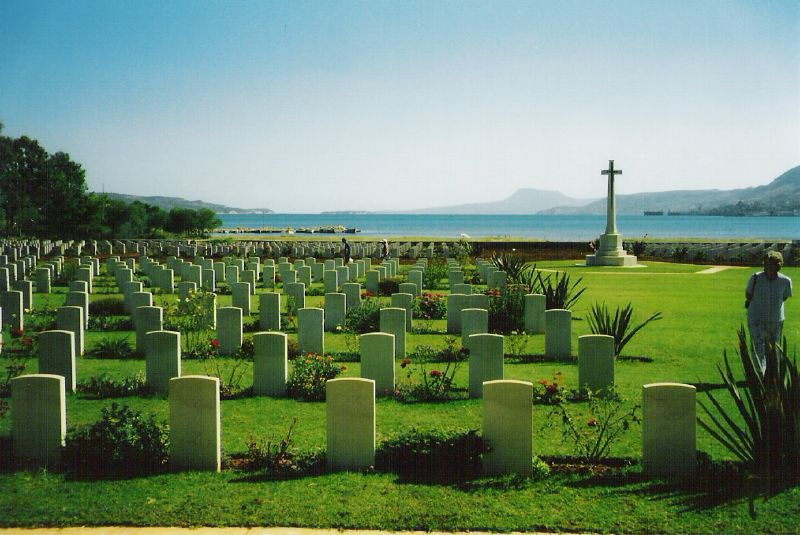
Il cimitero degli Alleati, caduti durante la seconda guerra mondiale

La baia di Suda (in greco Κόλπος της Σούδαςn o Kólpos tis Soúdas, in inglese Souda Bay) è una baia naturale situata nella costa nord-occidentale dell'isola di Creta, lunga circa 15 km, e larga da 2 a 4 km.

## Geografia

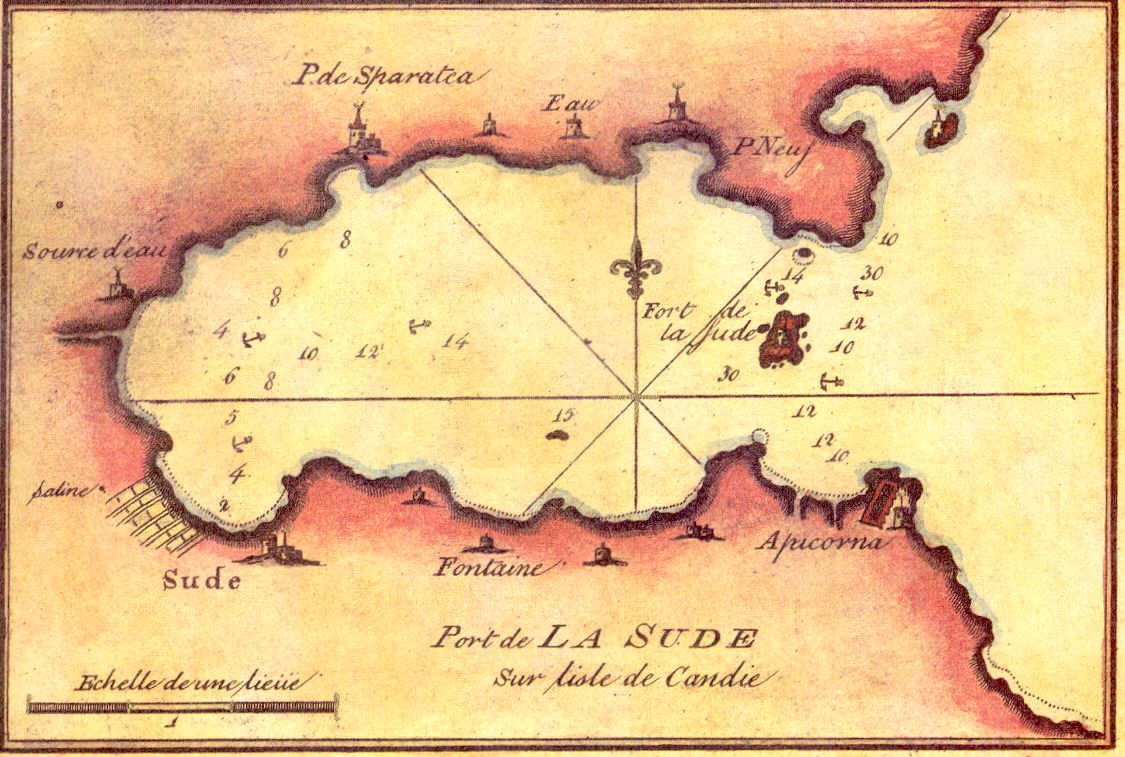
Antica mappa francese della baia (1764)

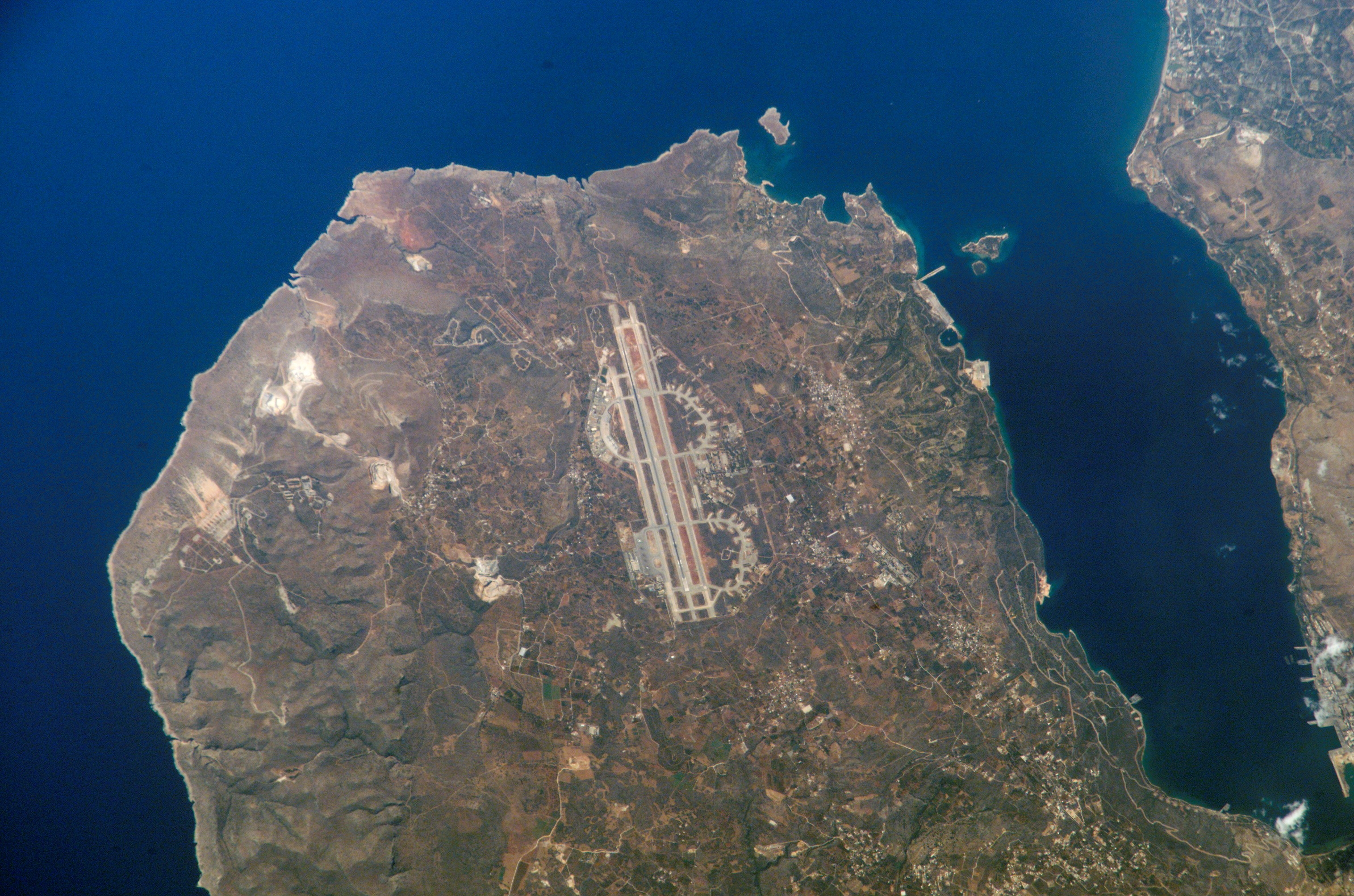
La baia di Suda dal satellite

Essa si trova tra la punta Monaco, vicino ad Akrotiri, e capo Drepano o Falce, si sviluppa da ovest verso est. Su entrambi i lati della baia si trovano delle colline, con un istmo verso ovest vicino alla città di La Canea.

Vicino all'ingresso della baia ci sono numerose piccole isole, con fortificazioni veneziane. La più grande di queste isole, l'isola di Suda, dà il nome alla baia.

Attualmente la baia è un luogo turistico, anche se non ci sono spiagge pubbliche, a causa della presenza della base navale. 
Villaggi come Megala, Chorafia e Kalives offrono ottime viste panoramiche sulla baia.

## Storia

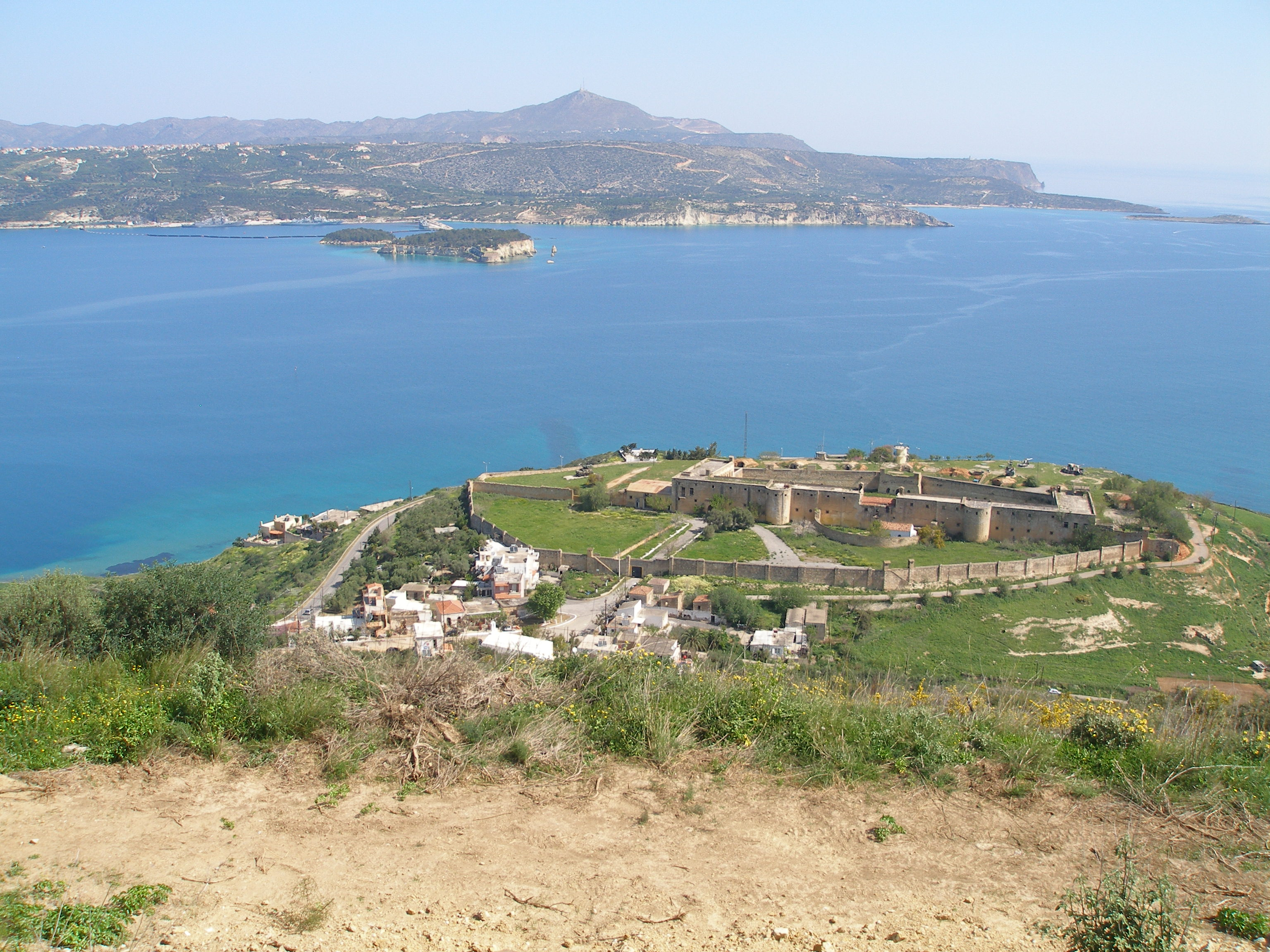
Vista dell'ingresso della baia

La baia è famosa perché, il 25-26 marzo 1941, fu teatro di una vittoriosa incursione navale della Xª Flottiglia MAS che costò l'affondamento di un incrociatore e di una petroliera.

## La base navale
Il porto di Suda, oltre a essere un importante scalo per navi di trasporto, con un regolare servizio di traghetti da Pireo, è pure una base militare strategica della marina militare greca e della NATO.

La base occupa una superficie di circa 500 ettari, compresa la vecchia caserma di artiglieria della 5ª divisione dell'esercito greco.
La base è composta da un bacino di carenaggio, varie officine, vari depositi di carburante e munizioni.

## La base aerea
Data l'importanza strategica della baia, su di essa si trova pure una base aerea, usata sia dall'Aeronautica militare greca, sia dalla United States Navy, che operano sotto il nominativo di US Naval Support Activity Souda Bay.

La base è tuttora utilizzata dal 19 marzo 2011 per il rispetto della no-fly zone dell'ONU sulla Libia dall'Aeronautica militare dell'Emirato del Qatar, dall'Aeronautica militare della Norvegia e dalla RAF.